# جوائز نجم أبان
جوائز نجم أبان APAN Star Awards (هانغل: 에이판 스타 어워즈) و«أبان» تعني «شبكة الممثلين في آسيا والمحيط الهادئ» هو حفل لتوزيع الجوائز يقام سنويا منذ عام 2012 كجزء من مهرجان دايجون للدراما لتكريم المتميزين في التلفزيون في كوريا الجنوبية. حيث يتم اختيار المرشحين من الدراما الكورية التي تبث على شبكات البث الثلاث الرئيسية (كي بي إس، إم بي سي وإس بي إس) وقنوات الكابل وذلك من أكتوبر العام المنصرم إلى سبتمبر العام الحالي.
وقد حل محل حفل «جوائز نجم الدراما الكورية» (K-Drama Star Awards) منذ عام 2013 بعد تغير اسمه.